# District de Sultanpur
Le district de Sultanpur (en hindi : सुलतानपुर ज़िला, en ourdou : سلطان پور ضلع) est l'un des districts de la division de Faizabad dans l'État de l'Uttar Pradesh en Inde.

## Description
Le centre administratif du district est la ville de Sultanpur. 
La superficie du district est de 4 436 km2 et la population était en 2011 de 3 797 117 habitants.
Son taux d'alphabétisation est de 71,14 %.